# Dekanat Cerknica
Dekanat Cerknica – jeden z 17 dekanatów rzymskokatolickich wchodzących w skład archidiakonatu Dolenjsko in Notranjsko archidiecezji lublańskiej w Słowenii. 
Według danych na rok 2015, w jego skład wchodzi 11 parafii.

## Lista parafii
Źródło:
| Lp. | Miejscowość              | Parafia                                                 | Proboszcz                                               | Kościół                                                            | Grafika |
| --- | ------------------------ | ------------------------------------------------------- | ------------------------------------------------------- | ------------------------------------------------------------------ | ------- |
| 1   | Babno Polje              | Parafia św. Mikołaja, biskupa                           | nadzorowana przez proboszcza parafii Stari trg pri Ložu | Kościół św. Mikołaja w Babnym Polju                                |         |
| 2   | Begunje pri Cerknici     | Parafia św. Bartłomieja Apostoła                        | Maks Ipavec                                             | Kościół św. Bartłomieja Apostoła w Begunju pri Cerknici            |         |
| 3   | Bloke                    | Parafia św. Michała Archanioła                          | Anton Marinko                                           | Kościół św. Michała Archanioła w Bloke                             |         |
| 4   | Cerknica                 | Parafia Narodzenia Najświętszej Maryi Panny             | mag. Jožef Krnc SDB                                     | Kościół Narodzenia Najświętszej Maryi Panny w Cerknicy             |         |
| 5   | Grahovo                  | Parafia Niepokalanego Poczęcia Najświętszej Maryi Panny | Aleksander Osojnik SDB                                  | Kościół Niepokalanego Poczęcia Najświętszej Maryi Panny w Grahovie |         |
| 6   | Planina pri Rakeku       | Parafia św. Małgorzaty, dziewicy i męczennicy           | Franc Maček                                             | Kościół św. Małgorzaty w Planinie pri Rakeku                       |         |
| 7   | Rakek                    | Parafia Najświętszego Serca Jezusowego                  | Gregor Gorenc                                           | Kościół Najświętszego Serca Jezusowego w Rakeku                    |         |
| 8   | Stari trg pri Ložu       | Parafia św. Jerzego, męczennika                         | Boštjan Modic                                           | Kościół św. Jerzego w Starim trgu pri Ložu                         |         |
| 9   | Sv. Trojica nad Cerknico | Parafia Trójcy Przenajświętszej                         | nadzorowana przez proboszcza parafii Bloke              | Kościół Trójcy Przenajświętszej w Sv. Trojica nad Cerknico         |         |
| 10  | Sv. Vid nad Cerknico     | Parafia św. Wita, męczennika                            | Ciril Berglez                                           | Kościół św. Wita w Sv. Vidzie nad Cerknico                         |         |
| 11  | Unec                     | Parafia św. Marcina                                     | Gregor Gorenc                                           | Kościół św. Marcina w Unecu                                        |         |